# Elpidius Markötter

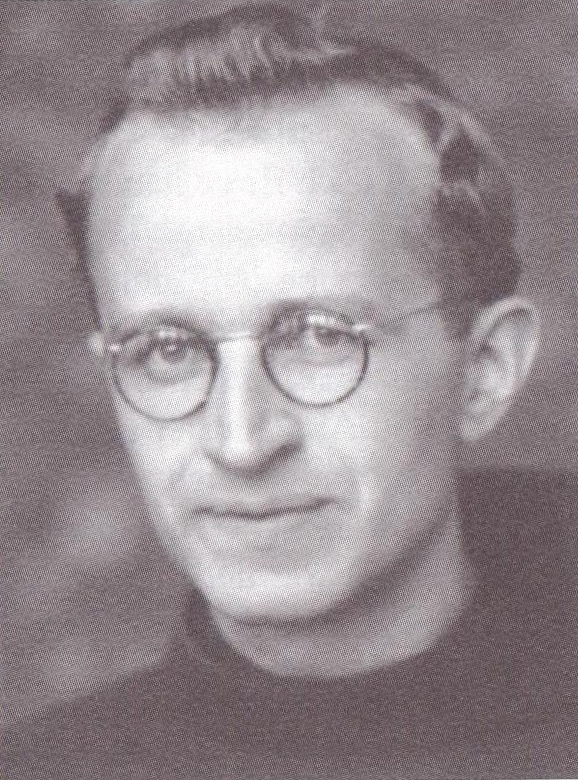
Elpidius Markötter

Elpidius Markötter OFM (* 8. Oktober 1911 in Südlohn als Joseph Markötter; † 28. Juni 1942 im KZ Dachau), war ein deutscher Franziskaner, Priester und Dozent, aktiver Gegner des Nationalsozialismus und Verteidiger der Menschenwürde von Polen und Juden. Er starb in der Lagerhaft und zählt zu den katholischen Märtyrern der Zeit des Nationalsozialismus.

## Leben

### Werdegang
Joseph Markötter war eins von acht Kindern des Postbeamten Hermann Markötter und seiner Frau Elisabeth geb. Tenbrake.
Nach der Volksschule in Südlohn besuchte er 1925 die Rektoratsschule in Stadtlohn und von 1926 bis zum Abitur 1932 das Franziskaner-Kolleg St. Ludwig in Vlodrop, Niederlande. Am 14. April 1932 trat er in Warendorf ins Noviziat der Sächsischen Franziskanerprovinz ein und nahm den Ordensnamen Elpidius an. Er studierte Philosophie und Theologie in Dorsten und Paderborn. Am 23. April 1936 legte er die Ewigen Gelübde ab. Am 27. März 1939 empfing er in Paderborn die Priesterweihe. Ab Ostern desselben Jahres nahm er einen Lehrauftrag am Missionskolleg für die südbrasilianische Ordensprovinz im Kloster Garnstock in Baelen, Belgien, wahr. Eine Rede mit dem Kernwort „Sendung der Liebe“, die er dort zur Aussendungsfeier junger Missionare hielt, blieb den Zuhörern nachhaltig im Gedächtnis. Wissenschaftlich war er unter Leitung von Pater Kilian Kirchhoff (1892–1944) an der Übersetzung griechischer Quellentexte für dessen Werk Die Ostkirche betet beteiligt.

### Nationalsozialismus
Markötters Distanz zum Nationalsozialismus, aus der er keinen Hehl machte, wuchs nach dem deutschen Überfall auf Polen, mit dem der Zweite Weltkrieg begann. Da dem Garnstocker Kolleg jetzt die Studierenden fehlten, wurde Markötter ins Franziskanerkloster Warendorf versetzt, zunächst als Submagister des Noviziats, dann als Seelsorger in den Pfarreien. Er wurde Zeuge des „Verschwindens“ von Juden und der Misshandlung von Zwangsarbeitern.
Am 26. Mai 1940 hielt Markötter eine Predigt über 1 Joh 3,13-18 , in der er unter anderem sagte: „Bruder ist uns der Italiener, der Japaner, Bruder auch der Engländer, der Pole, der Jude.“ Diese Äußerung sprach sich herum und wurde, reduziert auf die „Feindvölker“, der Polizei hinterbracht. Am 4. Juni wurde Markötter von der Gestapo wegen Verstoßes gegen das Heimtückegesetz und Wehrkraftzersetzung verhaftet. Bei der Vernehmung vor dem Warendorfer Amtsgericht am 15. Juni schwächte die Hauptzeugin ihre Aussage ab. Markötter selbst betonte, dass er auch die Kriegsverbündeten Brüder genannt habe. Der Untersuchungsrichter lehnte daraufhin einen Haftbefehl ab. Dennoch behielt die Gestapo Markötter in Schutzhaft. Er wurde ins Polizeigefängnis Münster gebracht.
Die weiteren Ermittlungen leitete der Oberstaatsanwalt des Sondergerichts Dortmund. Bei der Verhandlung am 1. November 1940 in Warendorf erklärte Markötter in ruhigem Ton seine Predigtäußerung als Darlegung der allgemeinen Christenpflicht. Er wurde wegen Verstoßes gegen den Kanzelparagraphen – Gefährdung des öffentlichen Friedens durch Erörterung der Judenfrage – zu drei Monaten Haft verurteilt, die durch die Schutzhaft als verbüßt galten. Die Gestapo brachte ihn dennoch ins Polizeigefängnis Münster zurück.

### KZ-Haft und Tod
Am 13. Januar 1941 wurde Pater Elpidius mit einem Häftlingstransport ins Konzentrationslager Sachsenhausen gebracht, wo er mit Spuren von Misshandlungen eintraf. Überlebende Mithäftlinge bezeugten, dass er nach Überwindung des ersten Schocks alles tat, um anderen das Leben im KZ zu erleichtern und sie seelisch zu stärken. Obwohl keine Messfeiern möglich waren, schrieb er für das tägliche Gebet mit Hilfe anderer Priester die lateinischen Messtexte aus dem Gedächtnis auf.
Am 26. September 1941 wurde Markötter mit anderen Priestern aus Sachsenhausen ins KZ Dachau verlegt und kam in den Priesterblock 26. Dort litten die Häftlinge unter extremer Mangelernährung bei schwerer Arbeit und ständigen Schikanen durch die Bewacher. Trost gab ihnen die Möglichkeit der Messfeier. Für das Hochamt an Sonn- und Feiertagen schrieb Markötter Choralnoten großformatig auf, sodass alle teilnehmenden Priester mitsingen konnten. In seinen Briefen aus Dachau war er bemüht, die Angehörigen und Mitbrüder seinetwegen zu beruhigen, und nahm Anteil an ihren Sorgen. Nach Ostern 1942 schrieb er: „Ich bin Gott dankbar, daß ich Priester sein darf. Noch keine Minute habe ich es bereut, obgleich ich den ganzen Ernst dieses Berufes erfahren durfte. Das gewährt besondere Freuden.“ Allerdings gingen die Leitung der Sächsischen Franziskanerprovinz und einige Mitbrüder zunächst auf Distanz zu Pater Elpidius; er blieb in Sachsenhausen anfangs vier Monate ohne einen brieflichen Gruß.
In Dachau wurde Pater Elpidius dem Bautrupp zugewiesen, für einen derart entkräfteten Häftling ist das „fast ein Todesurteil“. Im Mai und Juni 1942 wurde er von einem Magen- und Darmleiden vollends ausgezehrt. Eine Predigt, die er in der Messfeier zu Peter und Paul halten sollte, konnte er noch niederschreiben. Am Vortag des Festes, einem Sonntag, starb er in der Krankenbaracke in den Armen eines niederländischen Franziskaners. Seine Predigt wurde am Apostelfest vorgelesen. Ein Teilnehmer berichtete später: „Eine tiefe Trauer erfüllte die ganze Priestergemeinschaft, und alle waren wir uns einig in dem Urteil: einer unserer Besten, ein Heiliger und Martyrer, ist von uns gegangen. M. ist für uns ein Fürsprecher am Throne Gottes.“

## Gedenken
Die Urne mit seiner Asche wurde nach den Exequien in der Klosterkirche auf dem Friedhof der Franziskaner in Warendorf beigesetzt. In den 1950er-Jahren fand er in seiner Ordensprovinz Anerkennung als Märtyrer. In Warendorf erinnert die Pater-Markötter-Promenade nahe dem früheren Kloster, in Südlohn die Elpidiusstraße an ihn; dort wurde 1978 ein Denkmal für ihn errichtet.
Die deutsche Römisch-katholische Kirche hat Pater Elpidius Markötter als Märtyrer aus der Zeit des Nationalsozialismus in das deutsche Martyrologium des 20. Jahrhunderts aufgenommen.